# Патрік Гретцкі
Патрік Гретцкі (нім. Patrick Groetzki, нар. 4 липня 1989, Пфорцгайм, Німеччина) — німецький гандболіст, бронзовий призер Олімпійських ігор 2016 року.

## Виступи на Олімпіадах
| Олімпіада           | Дисципліна | Місце |
| ------------------- | ---------- | ----- |
| Ріо-де-Жанейро 2016 | гандбол    | 3     |